# Valle de Otta

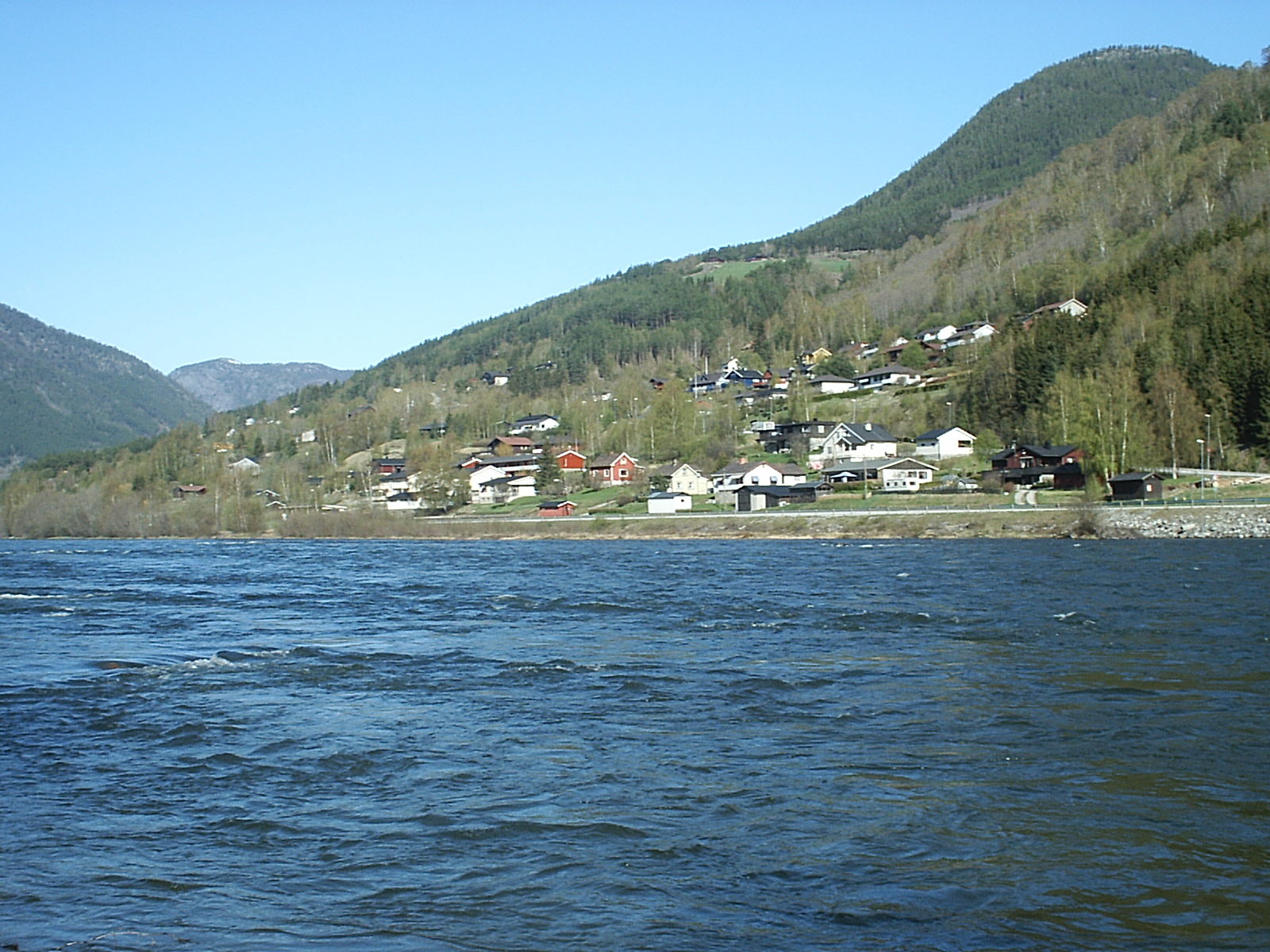
El río Otta en la ciudad de Otta

El Valle de Otta es un valle en los municipios de Skjåk, Lom, Vågå y Sel en el condado de Oppland, en Noruega.
Es uno de los valles laterales del valle de Gudbrand, que también incluye a Billingsdal, Gausdal, Heidal, y Vinstra. Está ubicado en el borde norte del  parque nacional Jotunheimen. Históricamente, el Valle de Otta ha sido ampliamente utilizado como un pasaje entre el occidente y el oriente de Noruega, a través del Breidalen en Skjåk, hacia Stryn, de Breidalskrysset a Stranda, del glaciar Jostedal a Jostedalen y Luster, y de Sognefjellet a Sogn. Hay también una carretera que comunica a Vågå, a través de Jotunheimen, con Fagernes. 
El río Otta fluye por el valle de Otta, en el municipio de Skjåk, entra al lago Vågåvatnet y sale en Vågåmo, continúa su curso por el valle, dejando el municipio de Vågå para unirse al río Gudbrandsdalslågen en la ciudad de Otta en el municipio de Sel.
El parque nacional Reinheimen abarca gran parte de la cordillera de Tafjordfjella, así como del hábitat de los renos en la parte norte del valle Valle de Otta.

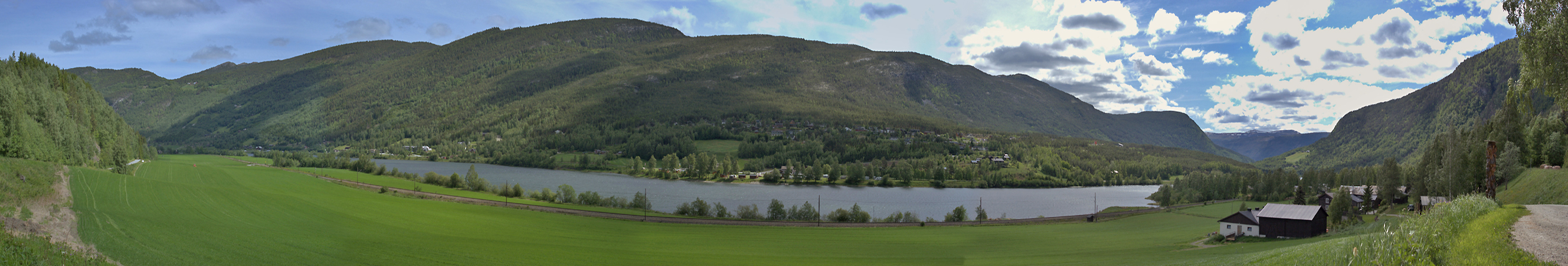
El Otta Valle